# Брюгг
Брюгг (нім. Brügg) — громада  в Швейцарії в кантоні Берн, адміністративний округ Біль.

## Географія
Громада розташована на відстані близько 24 км на північний захід від Берна.
Брюгг має площу 5 км², з яких на 34,3% дозволяється будівництво (житлове та будівництво доріг), 29,9% використовуються в сільськогосподарських цілях, 31,7% зайнято лісами, 4,2% не є продуктивними (річки, льодовики або гори).

## Демографія
2019 року в громаді мешкало 4370 осіб (+5,1% порівняно з 2010 роком), іноземців було 24,4%. Густота населення становила 874 осіб/км².
За віковим діапазоном населення розподілялося таким чином: 20,2% — особи молодші 20 років, 58,6% — особи у віці 20—64 років, 21,3% — особи у віці 65 років та старші. Було 2073 помешкань (у середньому 2,1 особи в помешканні).
Із загальної кількості 3034 працюючих 12 було зайнятих в первинному секторі, 1345 — в обробній промисловості, 1677 — в галузі послуг.